# (9809) Jimdarwin
(9809) Jimdarwin (1998 RZ5) – planetoida z pasa głównego asteroid okrążająca Słońce w ciągu 4,23 lat w średniej odległości 2,61 j.a. Odkryta 13 września 1998 roku.